# Герб комуни Дандерюд
Герб комуни Дандерюд (швед. Danderyds kommunvapen) — символ шведської адміністративно-територіальної одиниці місцевого самоврядування комуни Дандерюд. 

## Історія
Герб було розроблено для міста Юрсгольм 1916 року. Отримав королівське затвердження 1970 року.    
Після адміністративно-територіальної реформи, проведеної у Швеції на початку 1970-х років, муніципальні герби стали використовуватися лишень комунами. Цей герб був 1971 року перебраний для нової комуни Дандерюд.
Герб комуни офіційно зареєстровано 1974 року.
Герби давніших адміністративних утворень, що увійшли до складу комуни, більше не використовуються.

Герб чепінга Дандерид (1946–1970)
Герб міста Юрсгольм (1916–1970)
Герб чепінга Стоксунд (1955–1966)

## Опис (блазон)
У червоному полі срібне вістря ліворуч, у срібній главі — три червоні троянди.

## Зміст
У червоному полі срібне вістря ліворуч походить з герба родини Банер, яка давно володіла Юрсгольмом. Три червоні троянди символізували це місто як місто-сад.      